# Wilde Herzen
Wilde Herzen (Originaltitel: Les Roseaux sauvages) ist ein preisgekrönter Coming-of-Age-Film des französischen Regisseurs André Téchiné aus dem Jahr 1994.

## Handlung
Der Film erzählt vom Erwachsenwerden in Frankreich am Anfang der 1960er Jahre zur Zeit des Algerienkrieges. Von dem Internatsschüler Serge, einem Bauernsohn, dessen Bruder in den Krieg geschickt wird, von François, einem verträumten Bücherwurm, von Henri, einem aufsässigen Algerienfranzosen, und von Maïté, der extern wohnenden Tochter einer psychisch labilen sozialistischen Lehrerin. Die Freundschaft zwischen François und Maïté bleibt platonisch; François jedoch entdeckt seine Liebe zu Serge. Gemeinsam erleben sie am idyllischen Ufer der Garonne die letzten Tage ihrer Schulzeit und versuchen mit ihren Problemen sexueller, schulischer und politischer Natur klarzukommen.

## Hintergrund
Die ursprüngliche einstündige Version des Films drehte Téchiné unter dem Titel Le Chêne et le Roseau (dt. Titel: Der Neue) für die Arte-Reihe Tous les garçons et les filles de leur âge …. Für diese Serie hatte der Fernsehkanal verschiedene Regisseure (neben Téchiné unter anderem Chantal Akerman, Olivier Assayas, Claire Denis und Cédric Kahn) aufgerufen, Filme über die Zeit ihrer Jugend zu drehen, und einen Titel gewählt, der sich an den Titel eines in Frankreich bekannten Chansons von Françoise Hardy anlehnt, Tous les garçons et les filles de mon âge.

## Kritiken
Der Filmdienst feierte Téchinés Film in seiner zeitgenössischen Kritik als ein „autobiografisch-authentisches Zeit-, Milieu- und Generationsporträt, das sich jeder Sentimentalität enthält.“
Das Lexikon des internationalen Films kommentiert: „Vor dem Hintergrund des französisch-algerischen Krieges erleben 1962 vier Jugendliche aus der südwestlichen Provinz Frankreichs die schmerzliche Suche nach politischer, sexueller und beruflicher Identität an der Schwelle zum Erwachsenwerden. Ein autobiografisch-authentisches Zeit-, Milieu- und Generationsporträt, das sich jeder Sentimentalität enthält. Der Film überzeugt durch seine sparsame, aber eindringliche Inszenierung, seine präzisen Charakterzeichnungen und die intensive schauspielerische Interpretation.“

## Auszeichnungen
Wilde Herzen wurde 1995 mit mehreren Preisen bei der César-Verleihung bedacht. Er wurde als bester Film ausgezeichnet; André Téchiné bekam den César als bester Regisseur sowie, zusammen mit Olivier Massart und Gilles Taurand, den Preis für das beste Drehbuch. Élodie Bouchez wurde als beste Nachwuchsdarstellerin geehrt. Stéphane Rideau, Gaël Morel und Frédéric Gorny waren für die Auszeichnung als beste Nachwuchsdarsteller und Michèle Moretti in der Kategorie beste Nebendarstellerin nominiert.